# Alfortville
Alfortville je jugovzhodno predmestje Pariza in občina v departmaju Val-de-Marne osrednje francoske regije Île-de-France. Leta 2007 je naselje imelo 44.371 prebivalcev.

## Geografija
Alfortville leži jugovzhodno od samega središča Pariza. V dolžino meri 4,5 km, v širino pa med 0,5 in 1 km. Na zahodu jo omejuje reka Sena, na severu Marna, na vzhodu železniška proga Pariz-Lyon, na jugu pa avtocesta A86. Občina meji na Vitry-sur-Seine, Ivry-sur-Seine, Charenton-le-Pont, Maisons-Alfort, Créteil in Choisy-le-Roi.

## Administracija
Alfortville je sedež dveh kantonov:
- Kanton Alfortville-Jug (del občine Alfortville: 18.543 prebivalcev),
- Kanton Alfortville-Sever (del občine Alfortville: 25.573 prebivalcev).

## Zgodovina
Občina je nastala 1. aprila 1885 z izločitvijo njenega ozemlja iz občine Maisons-Alfort.

## Pobratena mesta
- Cantanhede (Portugalska),
- Ošakan (Armenija),
- San Benedetto del Tronto (Italija),
- Aštarak (Armenija)